# Kleń
Kleń (Squalius cephalus) – gatunek słodkowodnej ryby karpiokształtnej z rodziny karpiowatych (Cyprinidae).

## Występowanie
Europa z wyjątkiem wysp Morza Śródziemnego, Portugalii, Irlandii, Islandii i północnej Szkocji oraz dorzecza Wołgi, Uralu, Tygrysu i Eufratu. W zasadzie jest rybą rzeczną, ale spotyka się go w jeziorach, zbiornikach zaporowych i zatokach morskich. Najchętniej przebywa w wodach o przepływie rzędu 0,2–1,6 m/s, chociaż potrafi pokonywać prąd o sile do 2,7 m/s. Bardzo odporny na wahania temperatur. Kleń nie podejmuje większych wędrówek.

## Cechy morfologiczne
Przeciętnie osiąga długość 50–60 cm i 3–5 kg masy ciała, maksymalnie dorasta do 80 cm. Ciało wrzecionowate, lekko bocznie spłaszczone, pokryte dużymi, czarno obrzeżonymi łuskami. Dzięki temu charakterystycznemu ułuszczeniu łatwo go odróżnić od jazia i jelca. Szeroki otwór gębowy w położeniu końcowym. Płetwa grzbietowa i ogonowa szarozielone, płetwy brzuszne i odbytowa – czerwone. Płetwa odbytowa zaokrąglona. Grzbiet szaro-brązowy z zielonym odcieniem, boki srebrzyste, brzuch jasny. Tęczówka szara. Liczba łusek w linii nabocznej 44–46.
Kleń charakteryzuje się także pewnymi subtelnymi różnicami w budowie ciała w zależności od środowiska, w którym żyje. W badaniach morfologicznych prowadzonych w różnych rejonach Europy zaobserwowano, że intensywność zielonego odcienia grzbietu może nieznacznie wzrastać w populacjach zamieszkujących wody o mniejszej przejrzystości, co stanowi adaptację do specyficznych warunków siedliskowych. Obserwacje te wskazują, że klenie wykazują elastyczność morfologiczną, co jest istotne dla ich przystosowania do zmiennych warunków hydrologicznych.

## Odżywianie
Ryba wszystkożerna. Wylęg zjada głównie wrotki i widłonogi, osobniki o długości od 10 cm zjadają przede wszystkim mięczaki, rośliny naczyniowe i mniejsze ryby, głównie świnki, płocie, kiełbie, ukleje oraz małe osobniki własnego gatunku.

## Rozród
Dojrzałość płciową samce osiągają w wieku 3–4 lat (>16 cm), samice w wieku 6–7 (>20 cm). Kleń jest rybą litofilną, trze się w kwietniu i maju w temperaturze powyżej 18 °C. Tarło odbywa się w samo południe. Samica składa około 60 tys. ziaren ikry na kilogram masy ciała. Ikra ma średnicę 1,5–2 mm i trzyma się podłoża za pomocą lepkich osłonek. Inkubacja trwa 3–6 dni. Wylęg ma około 5,5 mm, przy długości 1,5 cm wykształcają się płetwy, przy 3 cm ciało pokrywa się łuską. W drugim roku życia kleń osiąga długość około 10 cm, w trzecim 15 cm, w czwartym 17 cm. W wieku 10 lat osiąga długość około 30–33 cm. Krzyżuje się z płocią i ukleją.

## Znaczenie gospodarcze
Gatunek poławiany gospodarczo na niewielką skalę. Z racji niezbyt smacznego mięsa nie cieszy się wielką popularnością. Mimo iż nie jest on tradycyjnym wyborem na polskich stołach, zyskuje uznanie wśród miłośników zdrowej kuchni. Jego chude i zwarte mięso, charakteryzujące się delikatnym, lekko słodkawym smakiem, doskonale komponuje się z prostymi dodatkami takimi jak cytryna, świeże zioła czy grillowane warzywa.
Natomiast jeśli chodzi o czujność i waleczność jest pierwszorzędnym trofeum wędkarskim. Klenie łowione są zarówno metodami gruntowymi, jak i na spinning. Z metod gruntowych szczególnie skuteczny jest klasyczny feeder, jak i gruntówka. Również dobrą metodą jest tzw. „bolonka”.
Rekord Polski wynosi 3,71 kg.

## Ochrona
| Wymiar ochronny | 25 cm        |
| Okres ochronny  | brak         |
| Limit połowowy  | 5 kg na dobę |